# 元弼
元 弼（げん ひつ、生没年不詳）は、北魏の皇族。済陰文献王。字は邕明。

## 経歴
済陰王元鬱の子として生まれた。性格は剛直で、文学に通じ、中散大夫に任ぜられた。嫡子として済陰王の爵位を継いだが、叔父の尚書僕射元麗が于氏を寵愛して、元弼の王爵を奪い、元麗の同母兄の元偃の子の元誕に済陰王位を与えた。このため元弼は人士との通交がなくなり、病と称して私邸にひきこもった。宣武帝が侍中として召し出したが、元弼は上表して固辞し、嵩山に入って穴居し、布衣のまま蔬食し、死去した。建義元年（528年）、子の元暉業が王爵の回復を訴えた。永安3年（530年）、尚書令・司徒公の位を追贈され、諡を文献といった。

## 子女
- 元暉業
- 元昭業（諫議大夫、給事黄門侍郎・衛将軍・右光禄大夫）[3][4]

## 伝記資料
- 『魏書』巻19上 列伝第7上
- 『北史』巻17 列伝第5